# حباك ذهبي
الحباك الذهبي (الاسم العلمي: Ploceus subaureus) نوع من الطيور الصغيرة من فصيلة الحباك، متوطن في كينيا، مالاوي، موزمبيق، الصومال، جنوب أفريقيا، سوازيلاند وتنزانيا.